# Gulstrupig honungsfågel
Gulstrupig honungsfågel (Nesoptilotis flavicollis) är en fågel i familjen honungsfåglar inom ordningen tättingar.

## Utseende
Gulstrupig honungsfågel är en medelstor till stor honungsfågel med just lysande gul strupe. Ryggen är olivgrön, medan den är grå på huvud och bröst. Vingar och resten av undersidan är mer subtilt gula. Ungfågeln liknar den adulta men är mattare i färgerna och har gult längst in på näbben.

## Utbredning och systematik
Fågeln förekommer på Tasmanien samt King Island och Furneauxöarna i Bass sund. Den behandlas som monotypisk, det vill säga att den inte delas in i några underarter.

## Levnadssätt
Gulstrupig honungsfågel hittas i fuktiga skogar och öppet skogslandskap. Den lever mestadels av insekter och kan ofta ses födosöka på trädstammar.

## Status
Arten har ett begränsat utbredningsområde, men beståndet anses vara stabilt. IUCN kategoriserar arten som livskraftig.

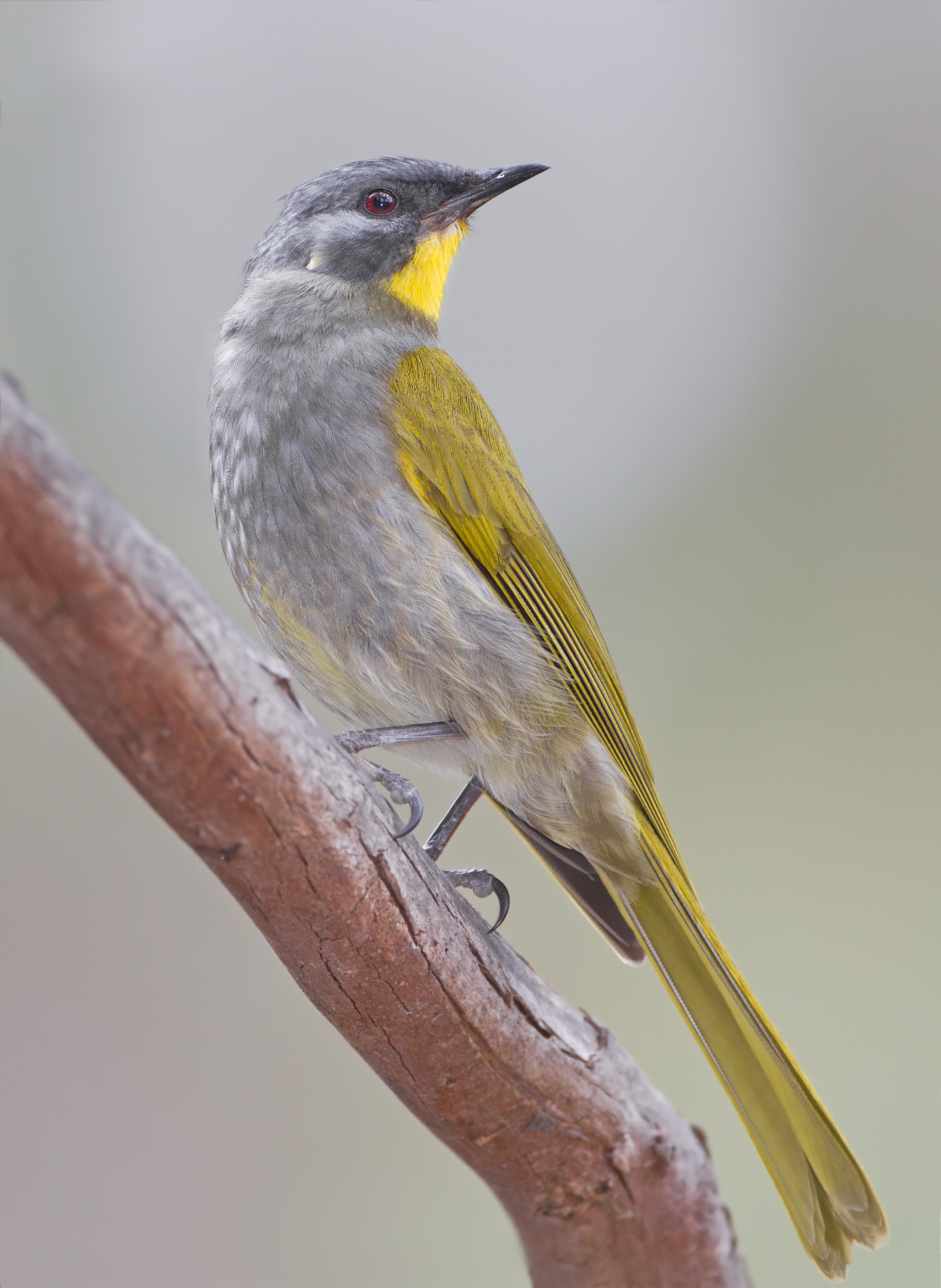
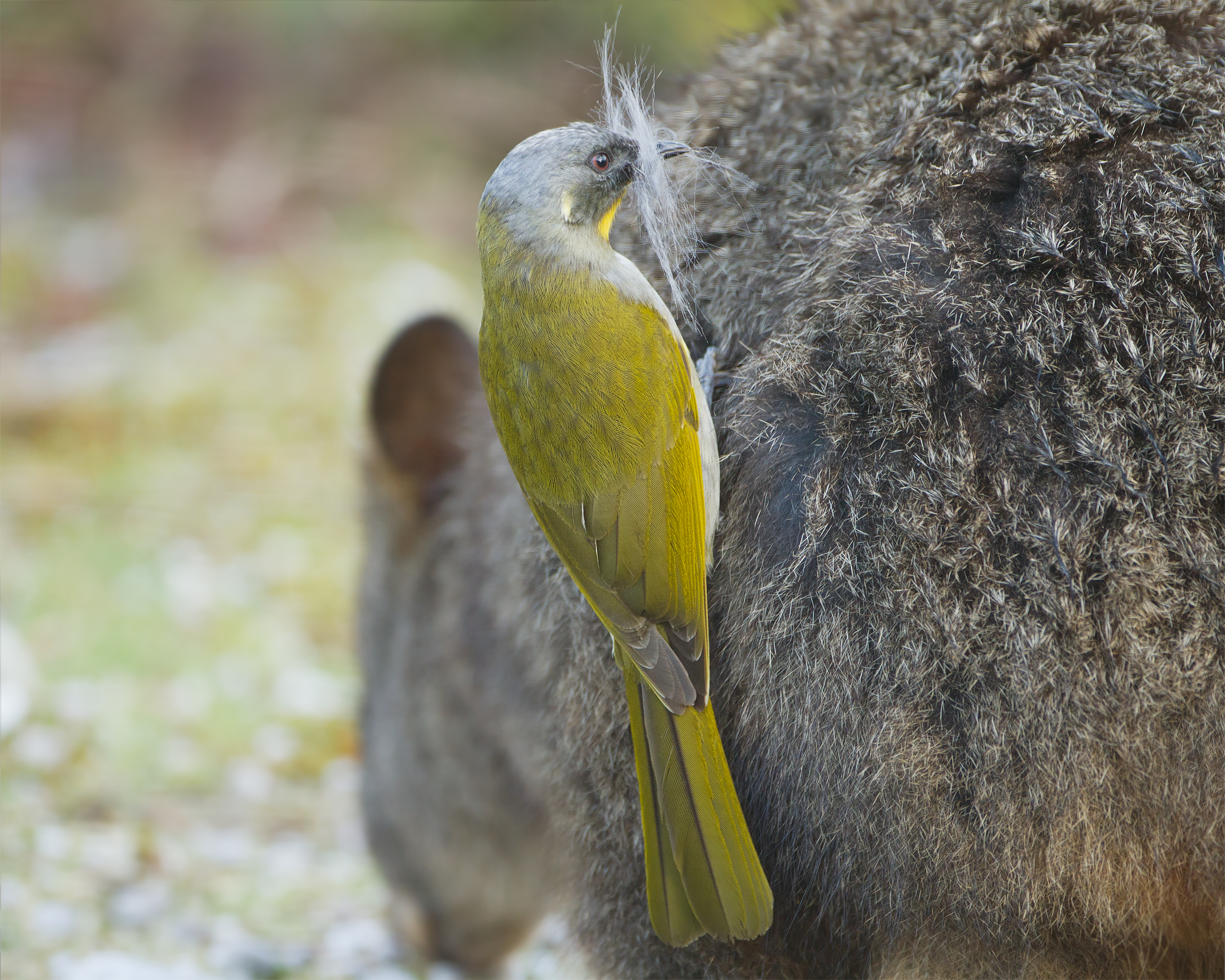
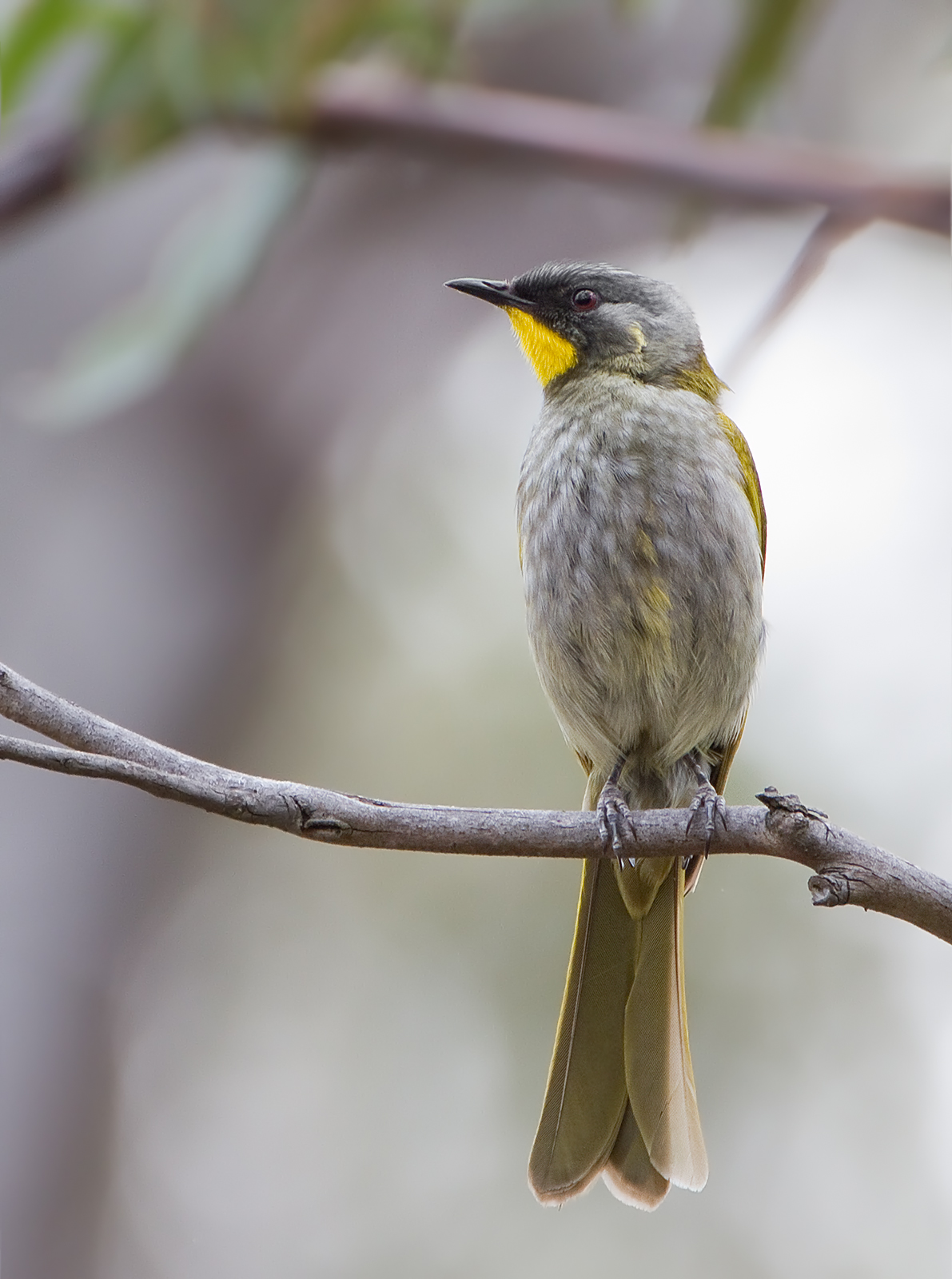
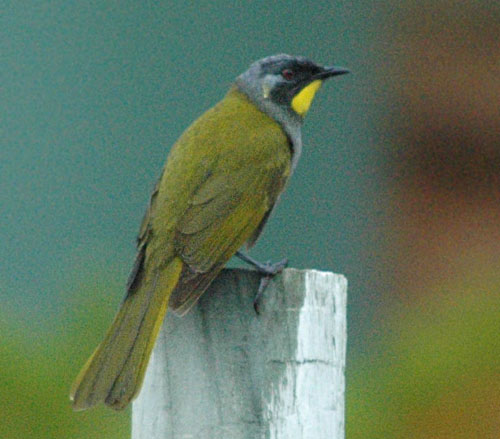